# Горленко, Василий Петрович
Василий Петрович Горленко (1853—1907) — украинский критик и искусствовед, фольклорист, этнограф, публицист; богатый помещик Прилукского уезда.
Учился в парижской Сорбонне. В «Отечественных Записках» (1878, № 12) поместил статью «Литературные дебюты Некрасова». Собирал этнографические и архивные материалы, писал в «Голосе», «Молве», в «Русском Обозрении», «Труде», «Всемирной Иллюстрации».
Ряд статей его о малорусской старине и живописцах Левицком и Боровиковском напечатаны в «Киевской Старине» и «Русском Архиве». Эти и другие статьи Горленко собраны им в книжках «Южно-русские очерки и портреты» (Киев, 1898), «Украинские были» (Киев, 1899), «Отблески» (1905). По политическим взглядам принадлежал к представителям старого малороссийского дворянства консервативного направления. В последние годы жизни принимал участие в литературном отделе «Нового Времени».